# With the Beatles
《With the Beatles》는 영국의 록 밴드 비틀즈의 두 번째 정규 앨범이다. 이들의 첫 번째 정규 음반 《Please Please Me》가 발매된 지 약 4개월 뒤인 1963년 7월부터 녹음되었으며, 1963년 11월 22일 팔로폰을 통해 발매되었다. 이 음반은 비틀즈 멤버들이 작곡한 곡 8곡과 커버 곡 6곡으로 구성되어 있다. 이 중 한 곡은 조지 해리슨이 작곡했으며, 이는 비틀즈 앨범에 수록된 그의 첫 번째 곡이다. 음반의 커버는 패션 사진가인 로버트 프리맨이 찍었고 이후 수년간 여러 밴드가 이 방식을 모방했다.
1963년 11월 25일, 미국과 캐나다에서 이 음반으로 비틀즈 음반이 처음 발매되었는데, 《Beatlemania! With the Beatles》라는 다른 제목으로 나왔다. 1987년 2월 26일에 《With the Beatles》는 《Please Please Me》, 《A Hard Day's Night》, 《Beatles for Sale》과 함께 CD로 재발매됐다. 2003년, 《With the Beatles》는 롤링 스톤 선정 500대 음반에서 420위를 차지했다. 또한 로버트 다이머리의 《죽기 전에 꼭 들어야 할 앨범 1001》에 이름이 올랐다.

## 녹음
비틀즈는 데뷔 앨범을 내고 4개월 만인 1963년 7월 18일 애비 로드 스튜디오로 돌아왔다. 해마다 싱글 넉 장과 앨범 두 장을 내기로 한 매니저 브라이언 엡스타인과 프로듀서 조지 마틴의 계획에 따른 일정이었다. 10월쯤 오스트레일리아 라디오에 보낼 메시지를 녹음하기도 하는 중에 새 앨범 작업이 마무리됐다. 《Please Please Me》와는 다르게 싱글로 이미 발매된 곡이 수록되지도 않았고, 하루 만에 녹음이 끝나지도 않았다.  《With the Beatles》는 7월 18일부터 10월 23일까지 세 달에 걸쳐 일곱 번 녹음 세션을 진행하여 제작했다.
7월 18일에는 〈You Really Got a Hold on Me〉, 〈Money (That's What I Want)〉, 〈(There's A) Devil in Her Heart〉, 〈Till There Was You〉를 녹음했다. 7월 30일에는 〈Please Mister Postman〉, 〈It Won't Be Long〉, 〈Money〉, 〈Roll Over Beethoven〉, 〈All My Loving〉을 녹음했다. 9월 11일에는 〈I Wanna Be Your Man〉, 〈Little Child〉, 〈All I've Got to Do〉, 〈Not a Second Time〉, 〈Don't Bother Me〉를 녹음했다. 9월 12일에는 〈Hold Me Tight〉, 〈Don't Bother Me〉, 〈Little Child〉, 〈I Wanna Be Your Man〉을 녹음했다. 10월 3일에는 〈I Wanna Be Your Man〉, 〈Little Child〉를 녹음했다. 10월 17일에는 〈I Want to Hold Your Hand〉, 〈This Boy〉, 〈You Really Got a Hold on Me〉를 녹음했다. 이날 세션에서 비틀즈는 처음으로 4 트랙 녹음기를 도입했다. 〈I Want to Hold Your Hand〉, 〈This Boy〉는 각각 A면과 B면에 실려 11월 29일 싱글로 발매된다. 10월 23일에는 〈I Wanna Be Your Man〉를 녹음했다.
《With the Beatles》에는 다시 한 번 14곡이 실렸다. 이번 앨범에는 레논과 매카트니의 자작곡 7곡과 조지 해리슨의 자작곡 1곡, 커버곡 6곡이 실려 있었다. 수록곡들에서는 다시 한 번 비틀즈의 미국 사랑이 들어났다. 〈Please Mister Postman〉, 〈You Really Got a Hold on Me〉, 〈Money (That's What I Want)〉 등 적어도 이 세 곡은 떠오르는 레이블 모타운 소속 가수들의 곡이었다. "《With the Beatles》에 수록된 커버곡은 멤버 각자가 좋아하는 노래로 골랐습니다." 링고 스타가 설명했다. 수록곡들의 순서는 크게 달라지지 않았지만 조지 해리슨은 이 앨범에 대해 이렇게 말했다. "두 번째 앨범은 첫 번째 앨범보다 조금 나았습니다. 시간도 더 많이 들였고 자작곡도 더 많았거든요." 존 레논에게 새 앨범은 비틀즈가 발견한 새로운 녹음 기술의 결과물이었다. "두 번째 앨범에서는 더블 트래킹이라는 트릭을 썼습니다. 우리가 발견했든가, 누군가한테 들었든가 했을 거예요. 어쨌든 그때부터 시작된 것입니다. 우리는 그 앨범부터 더블 트래킹을 하기 시작했어요.

## 표지
로버트 프리먼이 찍은 존 콜트레인의 흑백 사진을 눈여겨 본 브라이언 엡스타인은 그에게 커버 사진을 찍어달라고 부탁했다. 비틀즈는 그에게 아스트리드 커처가 함부르크 시절 찍은 사진처럼, 반은 그림자로 가려져 있고 무표정한 자신들의 사진을 찍어줄 것을 제안했다. 그 결과 프리먼은 1963년 8월 22일 영국 보니머스에 위치한 팰리스 코트 호텔에서 컴컴한 복도에 있는 그들의 모습을 담아내었다. 사각형의 형태에 맞추기 위해 그는 링고를 오른쪽 구석에 배치시켰다. 《Please Please Me》 앨범 커버에 불만을 쏟아낸 해리슨이었지만 뒤이어 나온 앨범 커버에 대해 이야기하면서는 목소리가 한층 더 커졌다. 그는 두 번째 앨범 커버가 "'자, 이제 예술적으로 가보자'라고 생각한 최초의 결과물"이었다며 덧붙였다. "《With the Beatles》 앨범 커버는 1960년대에 사람들이 가장 많이 따라한 디자인 중 하나가 됐죠."

## 발표

호주판 커버

1963년 11월 25일, 음반에 《Beatlemania! With the Beatles》라는 다른 제목을 달고 미국과 캐나다에서 처음 비틀즈의 음반이 발매되었는데, 당시는 카탈로그 넘버 T 6051의 모노밖에 발매되지 않았다. 이후 1968년에 캐나다에서 카탈로그 넘버 ST 6051를 달고 스테레오 버전이 출시되었다. 음반의 수록곡은 미국에서 캐피틀사가 두 개의 음반에 분리하여 담기도 했다(8개의 오리지널 곡과 〈Till There Was You〉를 수록한 《Meet the Beatles!》와 나머지 다섯 개의 커버곡이 《The Beatles' Second Album》에 담겼다).
LP는 50만장의 선주문을 받아 팔려나갔고, 또 1965년 9월까지 50만장이 더 팔려나가 사운드트랙 《South Pacific》 이후로 영국 음반 역사상 두 번째로 100만 장 이상의 판매고를 올린 앨범으로 기록되었다. 《With the Beatles》는 발매 후 데뷔 앨범 《Please Please Me》가 차지하고 있던 정상 자리를 차지하며 21주간 음반 차트 1위에 머물렀다. 이로써 《Please Please Me》부터 《With the Beatles》까지 총 51주 연속으로 비틀즈의 앨범이 차트 1위를 차지하게 되었다. 《With the Beatles》는 심지어 싱글 차트에서도 11위를 차지하기도 했다. (이는 당시 영국 차트에서 싱글/정규 앨범과 관계 없이 순위를 매겼기 때문이다.)
EMI의 호주 지부는 커버 아트를 받아들이지 않았으며, 대신 비틀즈가 찍은 비슷한 스타일의 흑백 사진을 사용했다. 그들은 호주 투어에서 팬들이 이를 보여주기 전까지 알지 못했고, 이후 EMI의 홍보 관계자에게 이런 대용품은 인정할 수 없다고 항의했다. 1987년 2월 26일에 《With the Beatles》는 《Please Please Me》, 《A Hard Day's Night》, 《Beatles for Sale》과 함께 전부 모노인 채 CD로 재발매됐다. 1987년 7월 21일, 미국에서 비틀즈의 정규 음반들과 함께 카세트와 LP로 발매되었다. 2009년 9월 9일, 새롭게 리마스터한 스테레오와 모노 버전 CD가 재발매되었다.

## 평가
| 전문가 평가               | 전문가 평가  |
| 평가 점수                 | 평가 점수    |
| 출처                      | 점수         |
| ------------------------- | ------------ |
| 올뮤직                    | [ 20 ]       |
| 《디 A.V. 클럽》          | A            |
| 《블렌더》                | [ 22 ]       |
| 《대중음악의 백과사전》   | [ 23 ]       |
| 뮤직하운드                | [ 24 ]       |
| 피치포크 미디어           | 8.8/10       |
| 《페이스트》              | 87/100       |
| 《레코드 컬렉터》         | [ 27 ]       |
| 《롤링 스톤》             | (favourable) |
| 《롤링 스톤 앨범 가이드》 | [ 29 ]       |

앨런 스미스는 《NME》에 실린 새 앨범 리뷰에 이렇게 썼다. "영국에 비틀즈를 싫어하는 사람이 남아 있다면 《With the Beatles》를 듣고도 같은 생각일지 궁금하다. 이 앨범은 마지막 한 방이다." 그러고는 〈All My Loving〉을 "이 앨범의 하이라이트"로 꼽았다. 올뮤직의 스티븐 토마스 얼와인은 "음반이 단순히 록 중점이 아니며, 상당히 세련되어 있다"며 호평했다. 《디 A.V. 클럽》 또한 "하나의 트랙만 3분 이상 지속되지만, 구조적으로 보자면 비틀즈는 이미 음악가를 위해 만들어진 곡을 연주할 때조차도 그들보다 먼저 왔던 작곡가보다 음악적으로 보인다. 록 언론사가 비틀즈의 활동 시기에 그들을 다루지 않은 건 이해하기 어렵다."며 호평했다.
《죽기 전에 꼭 들어야 할 앨범 1001》에서는 "미러클스의 〈You Really Got A Hold On Me〉에서 조지 해리슨과 존 레논의 화음은 비틀즈가 커버한 곡 가운데 원곡을 가장 훌륭하게 만든 곡이었고, 레논이 부른 바렛 스트롱의 〈Money〉는 다른 모든 곡을 압도할 만큼 특출하다. 오리지널 곡 가운데 〈Little Child〉와 〈It Won’t Be Long〉은 첫 앨범의 맹렬한 기세를 이어가고 〈All My Loving〉은 폴 매카트니의 첫 고전이 되었다. 그렇지만 감정을 절제한 〈All I’ve Got To Do〉가 쇼를 독차지하며 앨범의 최고 순간을 장식했다. 비틀즈의 그 어떤 편집 앨범에도 수록된 적 없는 이 곡은 꾸밈없고 직설적인 모습을 보여준 레논의 가장 내밀한 순간 중 하나다."라며 극찬했다.

## 곡 목록
- 특별한 언급이 없는 한 모든 곡들은 레논-매카트니 작곡이다.

| #  | 제목                                                                                            | 보컬           | 재생 시간 |
| -- | ----------------------------------------------------------------------------------------------- | -------------- | --------- |
| 1. | 〈It Won't Be Long〉                                                                            | 레논           | 2:13      |
| 2. | 〈All I've Got to Do〉                                                                          | 레논           | 2:03      |
| 3. | 〈All My Loving〉                                                                               | 매카트니       | 2:08      |
| 4. | 〈Don't Bother Me〉 (조지 해리슨)                                                               | 해리슨         | 2:28      |
| 5. | 〈Little Child〉                                                                                | 레논, 매카트니 | 1:46      |
| 6. | 〈Till There Was You〉 (메러디스 윌슨)                                                          | 매카트니       | 2:14      |
| 7. | 〈Please Mister Postman〉 (조지아 더빈스/윌리엄 게럿/프레미 고먼/브라이언 홀랜드/로버트 배트맨) | 레논           | 2:34      |

| #  | 제목                                                       | 보컬         | 재생 시간 |
| -- | ---------------------------------------------------------- | ------------ | --------- |
| 1. | 〈Roll Over Beethoven〉 (척 베리)                          | 해리슨       | 2:45      |
| 2. | 〈Hold Me Tight〉                                          | 매카트니     | 2:32      |
| 3. | 〈You Really Got a Hold on Me〉 (스모키 로빈슨)            | 레논, 해리슨 | 3:01      |
| 4. | 〈I Wanna Be Your Man〉                                    | 스타         | 2:00      |
| 5. | 〈Devil in Her Heart〉 (리처드 드랩킨)                     | 해리슨       | 2:26      |
| 6. | 〈Not a Second Time〉                                      | 레논         | 2:07      |
| 7. | 〈Money (That's What I Want)〉 (제니 브래드퍼드/베리 고디) | 레논         | 2:50      |

## 참여 인원
마크 루이손 제공.
비틀즈
- 조지 해리슨 – 리드 보컬, 하모니 보컬, 백 보컬, 리드 및 어쿠스틱 기타, 박수, 〈Till There Was You〉의 나일론줄 어쿠스틱 기타
- 존 레논 – 리드 보컬, 하모니 보컬, 백 보컬, 리드 및 어쿠스틱 기타, 박수, 〈Till There Was You〉의 나일론줄 어쿠스틱 기타, 〈I Wanna Be Your Man〉의 하몬드 오르간, 〈Don't Bother Me〉의 탬버린
- 폴 매카트니 – 리드 보컬, 하모니 보컬, 백 보컬, 베이스 기타, 박수, 〈Little Child〉의 피아노, 〈Don't Bother Me〉의 클라브스
- 링고 스타 – 드럼, 탬버린, 마라카스, 박수, 〈I Wanna Be Your Man〉의 리드 보컬, 〈Till There Was You〉와 〈Don't Bother Me〉의 아라비아산 봉고

제작
- 로버트 프리먼 – 커버 사진
- 조지 마틴 – 편곡, 제작, 믹싱, 〈You Really Got a Hold on Me〉, 〈Not a Second Time〉, 〈Money〉의 피아노
- 노먼 스미스 – 오디오 엔지니어, 믹싱

## 차트와 판매량
| 차트 (1963–64)                       | 최고 순위 |
| ------------------------------------ | --------- |
| 독일 앨범 (Offizielle 탑 100)        | 1         |
| 영국 음반 (OCC)                      | 1         |
| 차트 (1987)                          | 최고 순위 |
| 네덜란드 앨범 (메하하르츠)           | 25        |
| 차트 (2009)                          | 최고 순위 |
| 벨기에 앨범 (울트라탑 플랑드르)      | 83        |
| 벨기에 앨범 (울트라탑 왈로니아)      | 88        |
| 핀란드 앨범 (수오멘 비랄리넨 리스타) | 31        |
| 이탈리아 앨범 (FIMI)                 | 82        |
| 스페인 앨범 (PROMUSICAE)             | 70        |
| 스웨덴 앨범 (스베리예토프리스탄)     | 34        |
| 스위스 앨범 (슈바이처 히트파라데)    | 73        |

| 연도 | 노래                    | 차트          | 순위 |
| ---- | ----------------------- | ------------- | ---- |
| 1964 | 〈All My Loving〉       | 빌보드 핫 100 | 45   |
| 1964 | 〈Roll Over Beethoven〉 | 빌보드 핫 100 | 68   |

| 국가                       | 인증 | 판매량/출하량 |
| -------------------------- | ---- | ------------- |
| 오스트레일리아 (ARIA)      | 골드 | 35,000^       |
| 캐나다 (뮤직 캐나다)       | 골드 | 50,000^       |
| 독일 (BVMI)                | 골드 | 250,000^      |
| 영국 (BPI)                 | 골드 | 100,000^      |
| 미국 (RIAA)                | 골드 | 500,000^      |
| ^출하량을 기반으로 한 인증 |      |               |

## 발매 역사
| 국가           | 날짜             | 레이플        | 포맷                 | 카탈로그         |
| -------------- | ---------------- | ------------- | -------------------- | ---------------- |
| 미국           | 1963년 11월 22일 | 팔로폰        | 모노 LP              | PMC 1206         |
| 미국           | 1963년 11월 22일 | 팔로폰        | 스테레오 LP          | PCS 3045         |
| 미국           | 1987년 2월 16일  | 팔로폰        | CD                   | CDP 7 46436 2    |
| 미국           | 1987년 2월 26일  | 팔로폰        | CD                   | CDP 7 46436 2    |
| 미국           | 1987년 7월 21일  | 캐피틀 레코드 | 모노, LP             | CLJ-46436        |
| 전 세계 재발매 | 2009년 9월 9일   | 애플 레코드   | 리마스터 스테레오 CD | 0946 3 82420 2 4 |
| 전 세계 재발매 | 2009년 9월 9일   | 애플 레코드   | 리마스터 모노 CD     |                  |
| 전 세계 재발매 | 2012년 11월 13일 | 애플 레코드   | 리마스터 스테레오 LP | 0094638242017    |

## 참고 문헌
- Baker, Glenn A.; Dilernia, Roger (1985). 《The Beatles Down Under :The 1964 Australia & New Zealand Tour》. Ann Arbor, Michigan: Pierian Press. ISBN 978-0-87650-186-3.
- Lewisohn, Mark (1988). 《The Beatles Recording Sessions》. New York: Harmony Books. ISBN 978-0-517-57066-1.
- Lewisohn, Mark (1992). 《The Complete Beatles Chronicle》. New York: Harmony Books. ISBN 978-0-517-58100-1.
- “The 500 Greatest Albums of All Time”. 《Rolling Stone》. 2007. 2007년 11월 18일에 원본 문서에서 보존된 문서. 2007년 11월 19일에 확인함.
- Whitburn, Joel (2007). 《Billboard Top Pop Singles 1955–2006》. Menomonee Falls, Wisconsin: Record Research Inc. ISBN 978-0-89820-172-7.